# Huracanes de Tampico
Los Huracanes de Tampico es un equipo de la Liga Nacional de Baloncesto Profesional con sede en Tampico, Tamaulipas, México.

## Historia
Los Huracanes de Tampico debutaron en la temporada 2009-2010 en la LNBP, y regresaron al circuito para la temporada 2018-2019.

## Gimnasio
Los Huracanes de Tampico juegan en el Centro de Convenciones y Exposiciones Expo Tampico con una capacidad para 4,200 aficionados.

## Jugadores

### Último Roster
Actualizado al 7 de diciembre de 2019.
"Temporada 2019-2020"
| Huracanes de Tampico Roster 2019-2020 |    |                           |                                 |
| C U E R P O T É C N I C O             |    |                           |                                 |
| Entrenador                            |    | Bandera de México         | Omar Quintero Pereda            |
| Asistente                             |    | Bandera de Estados Unidos | Steven Charles Walton           |
| J U G A D O R E S                     |    |                           |                                 |
| Escolta                               | 2  | Bandera de Estados Unidos | Terrence Drisdom                |
| Escolta / Alero                       | 3  | Bandera de Estados Unidos | Aaron Harper                    |
| Ala-pívot / Pívot                     | 5  | Bandera de Estados Unidos | Aarón Pérez                     |
| Alero                                 | 6  | Bandera de Estados Unidos | Germain Michael Jordan          |
| Alero                                 | 10 | Bandera de México         | Pedro Herrera Rafful            |
| Ala-pívot / Pívot                     | 14 | Bandera de México         | Hugo Alejandro Carrillo García  |
| Alero                                 | 19 | Bandera de México         | Juan Pablo Baldenebro Béjar     |
| Base                                  | 22 | Bandera de Estados Unidos | James Marquis Álvarez Westbrook |
| Ala-pívot                             | 23 | Bandera de México         | Gabriel Vazquez Mejía           |
| Ala-pívot                             | 44 | Bandera de Estados Unidos | Ivan Wilkerson Johnson          |
| Alero                                 | 50 | Bandera de México         | Miguel Sosa                     |
| = Capitán                             |    |                           |                                 |

 =  Cuenta con nacionalidad mexicana. 

### Jugadores destacados
- Omar Quintero.
- Robert Corey Hornsby.